# Cryptoconchus oliveri
Cryptoconchus oliveri is een keverslakkensoort uit de familie van de Acanthochitonidae. De wetenschappelijke naam van de soort is voor het eerst geldig gepubliceerd in 2004 door Schwabe.